# Nickelodeon (Magyarország és Csehország)
A Nickelodeon Magyarország és Csehország az azonos nevű gyerekcsatorna magyar–cseh változata.

## Története

### Műsorblokk
1998. augusztus 1-jén a Nickelodeon az – azóta megszűnt – MSat kábeladón kezdte el a hazai sugárzását, eleinte 4, majd 1999. április 26-ától napi 12 órában (07:00-19:00). Többnyire az 1991-1998 között készült, Amerikában a Nicktoons társcsatornán futott rajzfilmeket és sorozatokat tűzték műsorra.
Az MSat, és vele együtt a Nickelodeon blokk 1999. szeptember 24-én 15:00-kor váratlanul megszűnt. Az MSat megszünésének oka az hogy a tulajdonosa nem akarta kifizetni a sugárzási díjat az Antenna Hungáriának.

### Tévécsatorna
Magyarországon az önálló Nickelodeon 1999. október 6-án indult, kezdetben a UPC-n, az EMKTV-n és AM-mikrón volt fogható. Kezdetben nézettsége még nem került be a három piacvezető gyerektévé közé (Minimax, Cartoon Network, Disney Channel). 2000 szeptember 1.-től látható a csatornán a Nick Jr blokk amelyben óvodásoknak készül tartalmak láthatóak. 2001. szeptember 30-ig a csatorna az MSatos blokkal megegyező időben sugárzott (07:00-19:00), onnantól 24 órás lett.
2004. december 20-án a UPC és a hozzátartozó vállalatai kivették a csatornát a kínálatból, így 4 éven át a Nickelodeon csak 115 ezer háztartásban volt fogható. 2008-2009 közöttre az összes nagyobb kábelszolgáltató kínálatába visszakerült.
2010. február 10-én megkapta a jelenlegi logót, és a hazai változatot összeolvasztották a máltai, a román és a cseh változattal a közép- és kelet-európai változatba. Ebből a változatból Csehországgal 2012. november 1-jén kivált, és önálló változatot alkotnak. Ugyanezen a napon megkezdődött a csatorna magyarországi reklámértékesítése az Atmedia által.
2014-ben Magyarország második legnépszerűbb gyerekcsatornája volt.
2016. január 1-től a csatorna reklámidejét az RTL Saleshouse értékesíti.
2023. augusztus 1-én reggel 5-kor a csatorna új logót és arculatot kapott.
A csatorna hangja Magyarországon az MSatos műsorblokk idején Kristóf Tibor volt. Őt követte az önálló tévécsatorna idején Heckenast László, Tamási Nikolett, és még sokan mások, jelenleg a csatorna műsorajánlóiban és inzertjeiben Tokaji Csaba hangját hallhatjuk.

## Érdekességek
- A Fecsegő tipegők korábban már látható volt a Magyar Televízió 1-es programján. Az 1990-es évek végén az RTL Klub stúdióiban szinkronizálták a Hé, Arnold!-ot és a Hódító hódokat. A csatornán hétvégente reggel ritkán adásba került közülük egy-egy epizód. Az animációk rajzolásában és ötletek kiagyalásában egy magyar származású szakember is közreműködött: Csupó Gábor.
- 2004-ben, miután a TV Paprika a hajdani UPC kínálatába került, a Nickelodeon sugárzása emiatt megszűnt.

## Műsorai és társcsatornái
Korábban gyerekeknek szóló rajzfilmsorozatokat és filmeket vetített a csatorna, mára leginkább fiataloknak szóló élőszereplős filmekből és sorozatokból áll a műsora, de rajzfilmeket attól még ad. Azonban vannak társcsatornái, a kicsiknek szóló Nick Jr., az azt kinőtt (valamivel nagyobb) gyerekeknek szóló Nicktoons, és a TeenNick, ami a Nickelodeon élőszereplős sorozatait adja.

### Nick Jr.
A Nick Jr. 2000. szeptember 1-én indult műsorblokként a csatornán. 2012. január 1-től saját csatornaként is elindult, majd 2013. október 1-től magyar hangsávval is elérhető.

### Nicktoons
A Nicktoons 2019. április 1.-én indult Magyarországon, egyes szolgáltatóknál a megszűnt DoQ helyén. A csatorna a Nickelodeon összes animációs sorozatát sugározza, de saját premiereket is lead.

### TeenNick
A TeenNick 2021. január 12-étől sugároz Magyarországon (az RTL Spike helyén) és Romániában (az ottani Paramount Channel helyén) kifejezetten tiniknek. A csatorna a Nickelodeon élőszereplős sorozatait sugározza, valamint premiereket is vetít. A magyar változat a franciával, míg a román a latin-amerikaival osztozik.

### NickMusic
2021. június 1.-én indult a zenecsatorna Európában (köztük Magyarországon is) az MTV Music 24 helyén, és főleg fiatal popművészek dalait sugározza. Jelenleg még csak a Direct One és a La-Tom Kábel kínálatában érhető el, az összes többi műholdas, kábeles és IPTV-s szolgáltatónál még nem.